# 大垣新田藩畠村陣屋
大垣新田藩畠村陣屋（おおがきしんでんはん はたけむらじんや）は、愛知県田原市福江町中紺屋瀬古（三河国渥美郡畠村）にあった、大垣新田藩の陣屋（藩庁）。

## 立地と前史
陣屋のあった渥美郡畠村（おおむね現在の田原市福江町に当たる）は、渥美半島の先端部近くの、三河湾に面した入り江（現在は河口）の南側一帯を領域としていた。陣屋のあった場所は入江から少し上がった標高10～11mの段丘上に位置し、一帯では古くは縄文時代から人が生活していた痕跡がある（羽根貝塚 ）。
戦国時代末期には、徳川家康配下の水軍衆である間宮氏が畠村を含む一帯を支配していた。

## 大垣新田藩成立と畠村陣屋
間宮氏は1590年（天正18年）の徳川家康の関東転封とともに移動したが、関ヶ原の戦い以降は再び畠村一帯の5か村を支配していた。その後1619年（元和5年）、大垣藩主戸田氏鉄の次男・氏経が旗本として間宮氏の知行地を領有した。間宮氏と戸田氏は縁戚関係にあったことから、領主交代時にもともと間宮氏の居館があったところにそのまま戸田氏が入った可能性が高く、陣屋跡からはその可能性をうかがわせる遺物も出土している。
この旗本・戸田氏は本藩である大垣藩からの所領の分封などにより1万石の所領を得て大名に昇格し、1688年（貞享5年）に大垣新田藩となった。畠村陣屋は渥美郡の畠・古田・向山・亀山・伊川津・日出の6か村と三河国額田郡の樫山・牧平・細野・光久・滝尻の5か村を支配する藩庁となった。
明治維新後の1869年（明治2年）に藩庁が美濃国大野郡の野村（現在の岐阜県大野郡大野町上秋）に移転したことから出張所となり、1871年（明治4年）に廃止となった。

## 陣屋の性質と構造

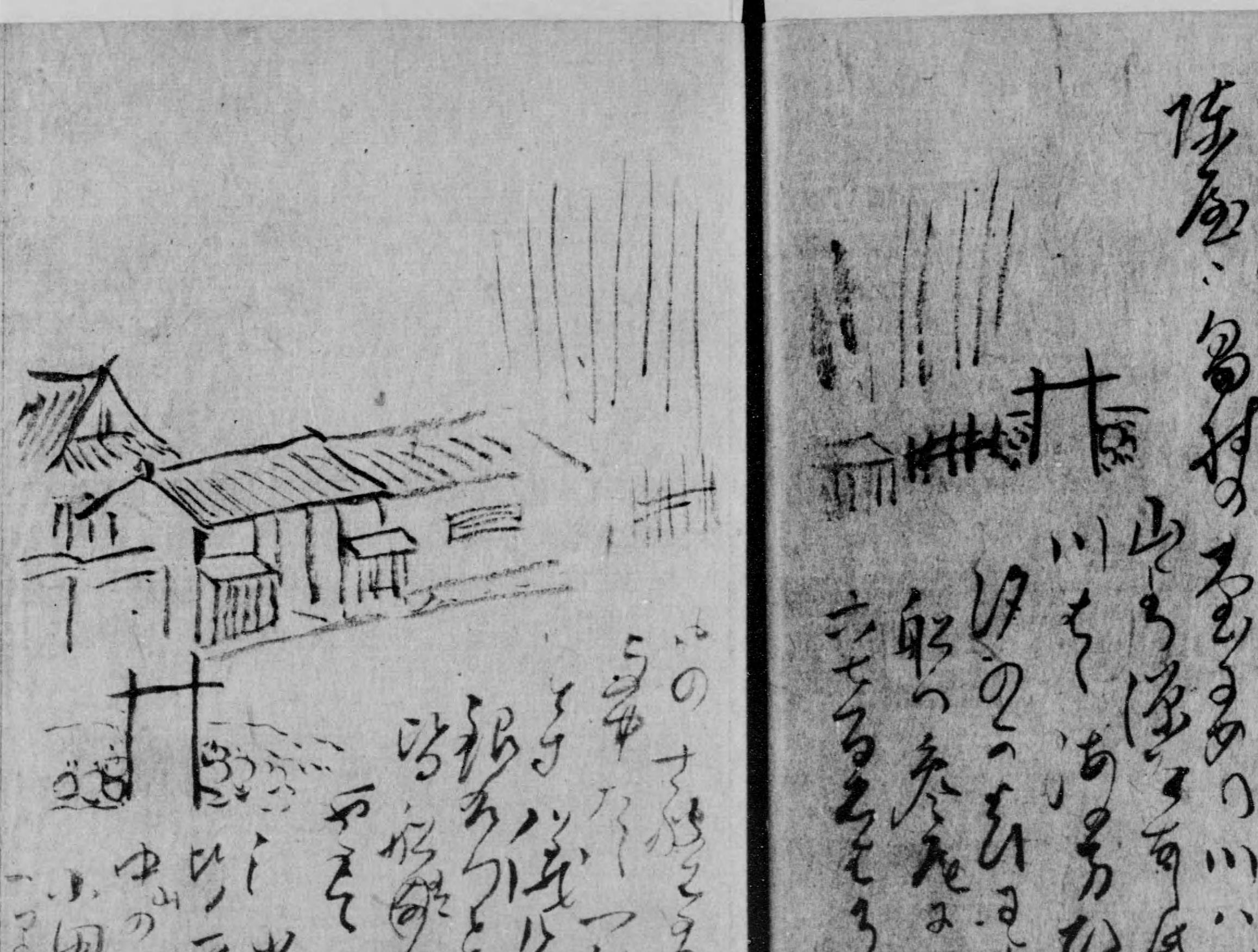
渡辺崋山が描いた畠村陣屋のスケッチ。『参海雑志』所載。

大垣新田藩は定府扱いとなっていたことから、藩主は大坂加番時等を除けばほとんど江戸屋敷に居住した。家臣団の多くも江戸詰めであり、幕末期に作成された『大垣新田藩家臣分限帳』によると、99人いる藩士のうち畠村陣屋に勤めた者は7名だった。彼らは郡奉行・代官・目付・山廻り役などとして渥美郡6か村、額田郡5か村の統治に当たった。
陣屋の規模はおよそ55m×25mの長方形（416坪）であり、陣屋の西側から北側にかけて扇形状に藩士の屋敷が配されていた。『元野村県出張所畠村地図』によると北側には堀と土塁が存在していたことがわかる。また、建物については1833年（天保4年）に畠村を訪問した田原藩士で画家の渡辺崋山によるスケッチがあるが、これによると石垣を伴う冠木門2か所、長屋門1棟、柵、奥に建物があることが確認できる。鉄砲稽古場も存在していた。
また、江戸時代には陣屋の西側の河口部が港となっており（畠湊、現在の福江港）、河口部に沿って周辺に町屋が形成された。港は伊勢・尾張・三河を結ぶ結節点となり、尾張商人などの進出もあり大きく賑わった。

### 遺構等

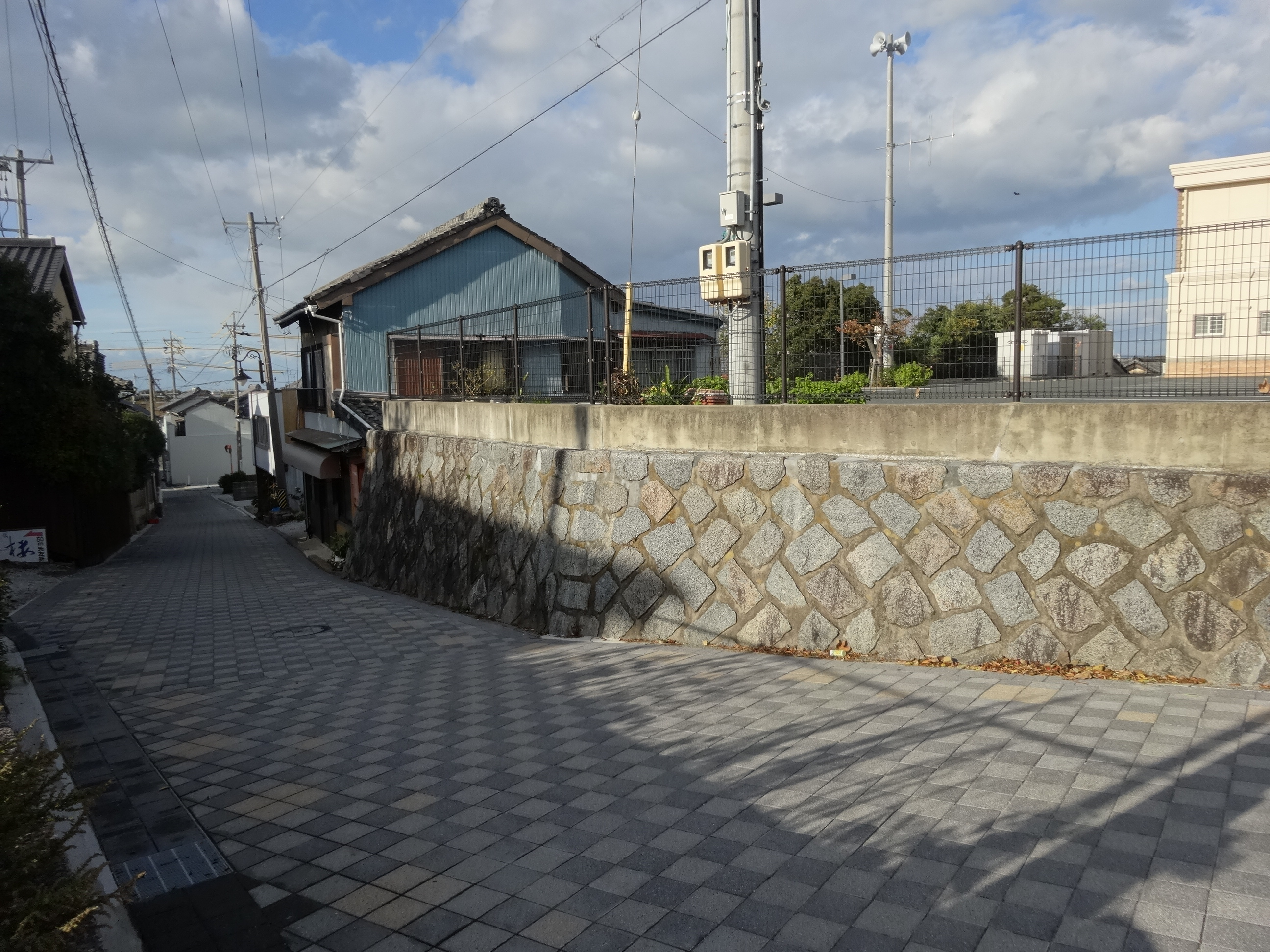
現在の城坂。道がタイル敷きとなっている

滅失した。特に1989年（平成元年)のスーパーマーケット建築の際に残っていた遺構も失われた。ただし、この際の立会調査で大窯期の擂鉢のほか、近世の瀬戸・美濃産の鉢・壺等の陶器等、陣屋があったころと思われる遺物が出土している。
陣屋に由来していると思われる地名等としては、陣屋跡から畠湊へ下る坂道が現在でも城坂（しろさか）と呼ばれている。

### 大垣新田藩のその他の陣屋
大垣城から北西へ1km程度離れたところに室陣屋（むろじんや）があった。これは本藩である大垣藩との連絡を目的としたものであったと考えられている。このほか、大垣新田藩成立時には額田郡5か村の支配のため額田郡樫山村に樫山陣屋（かしやまじんや）があったものの短期間で廃止され、畠村陣屋に統合された。

## 藩廃止後の陣屋跡地の土地利用

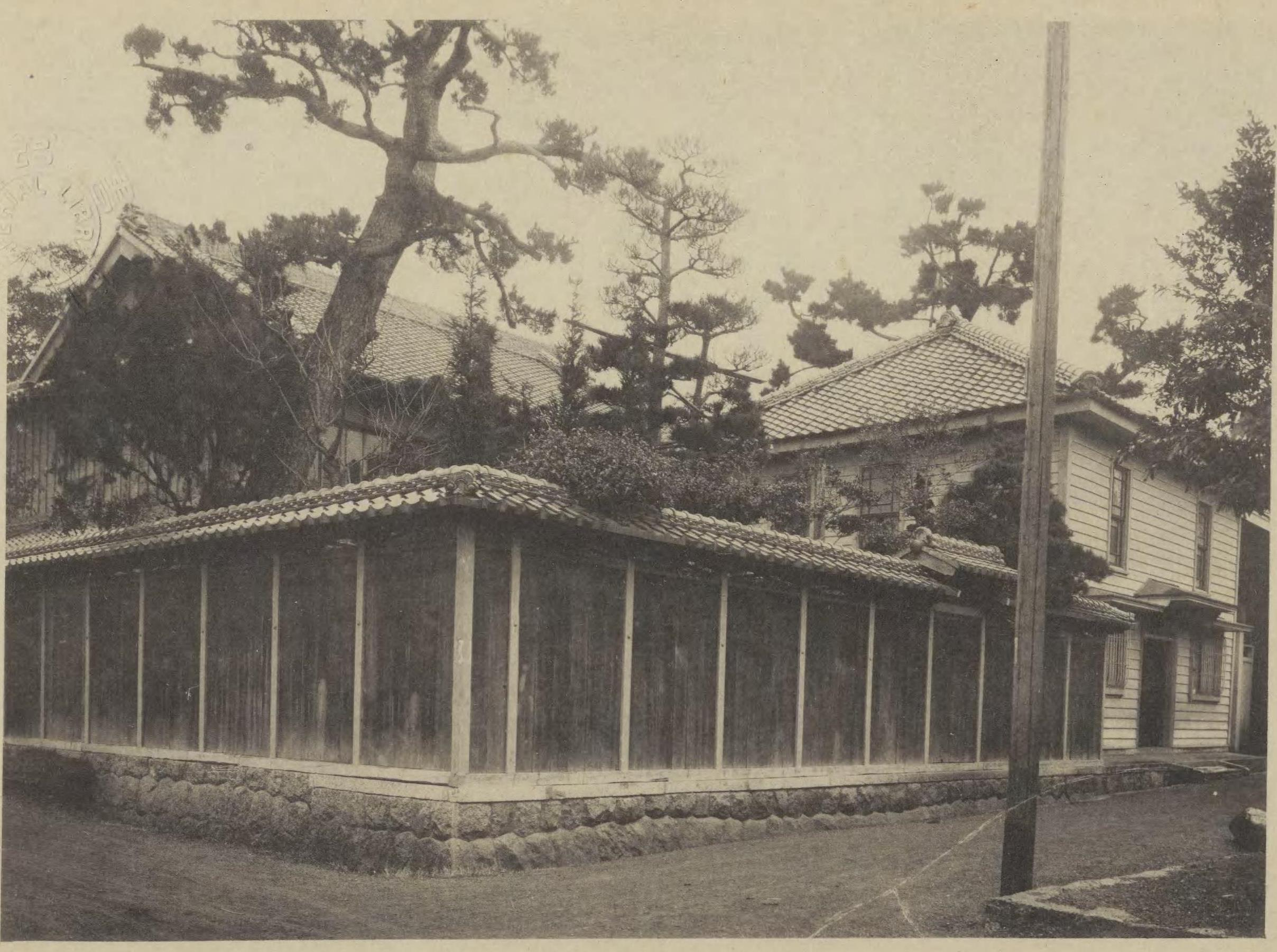
陣屋跡地に建てられた福井造酒場。『渥美郡勢総覧』より。1934年（昭和9年）4月1日撮影。

1912年（明治45年）に渥美郡杉山村出身の福井盛太郎が陣屋跡に福井造酒場を創業し、同地の井戸で酒を仕込んだ。1952年（昭和27年）、福井酒造（1948年に株式会社化）は豊橋市中浜町に移転し、1989年（平成元年）にスーパーマーケットが建築された。
そのスーパーマーケットが移転した後、2009年（平成21年）に『福江地区まちづくりビジョン』（福江地区まちづくり会議）が作成された。その中で、小規模公園の拡充が提案され、陣屋跡が予定地の候補に挙がった。2013年（平成25年）の『田原市総合計画』に、福江公園建設が盛り込まれた。整備は2015年（平成27年）9月から始まり、翌2016年（平成28年）4月に完成し利用できるようになった
。公園には、かまどとしても使えるベンチなどの防災設備が設置されている。

## 年表
- 戦国時代末期 - 間宮氏が畠村周辺を所領とし、その後陣屋となった場所を居館としたと思われる
- 1619年 - 間宮氏に代わって旗本・戸田氏が畠村を所領とする
- 1688年 - 大垣新田藩成立
- 1833年 - 渡辺崋山が畠村を訪問し、陣屋をスケッチする
- 1869年 - 野村藩庁畠村出張所となる
- 1912年 - 陣屋に初代福井盛太郎が福井酒造を創業
- 1952年 - 福井酒造を豊橋市中浜町に移転
- 1989年 - スーパーの建設のために陣屋跡取り壊し
- 2015年9月 - 福江公園着工
- 2016年4月 - 福江公園完成[20]

## アクセス
- 豊鉄バス伊良湖本線福江バス停 下車すぐ